# 노화북초등학교
노화북초등학교는 대한민국 전라남도 완도군 노화읍에 있는 공립 초등학교이다.

## 학교 연혁
- 1960년 11월 27일: 노화북국민학교 설립인가
- 1961년 5월 15일: 노화북국민학교 개교
- 196?년 ??월 ??일: 노화국민학교 마삭분교장 편입
- 1967년 4월 1일: 노화북국민학교(마삭분교 포함) 도서벽지학교 '을'급 지정
- 1986년 1월 1일: 노화북국민학교(마삭분교 포함) 도서벽지학교 '나'급 조정
- 1989년 4월 3일: 마삭분교장 폐교 및 본교 통폐합
- 1996년 3월 1일: 노화북초등학교 개편
- 2016년 6월 17일: 도서벽지학교 '라'급 조정

## 참고 자료
- 노화북초등학교 - 한국교육학술정보원 학교알리미